# Liste des cardinaux créés par Pie XI

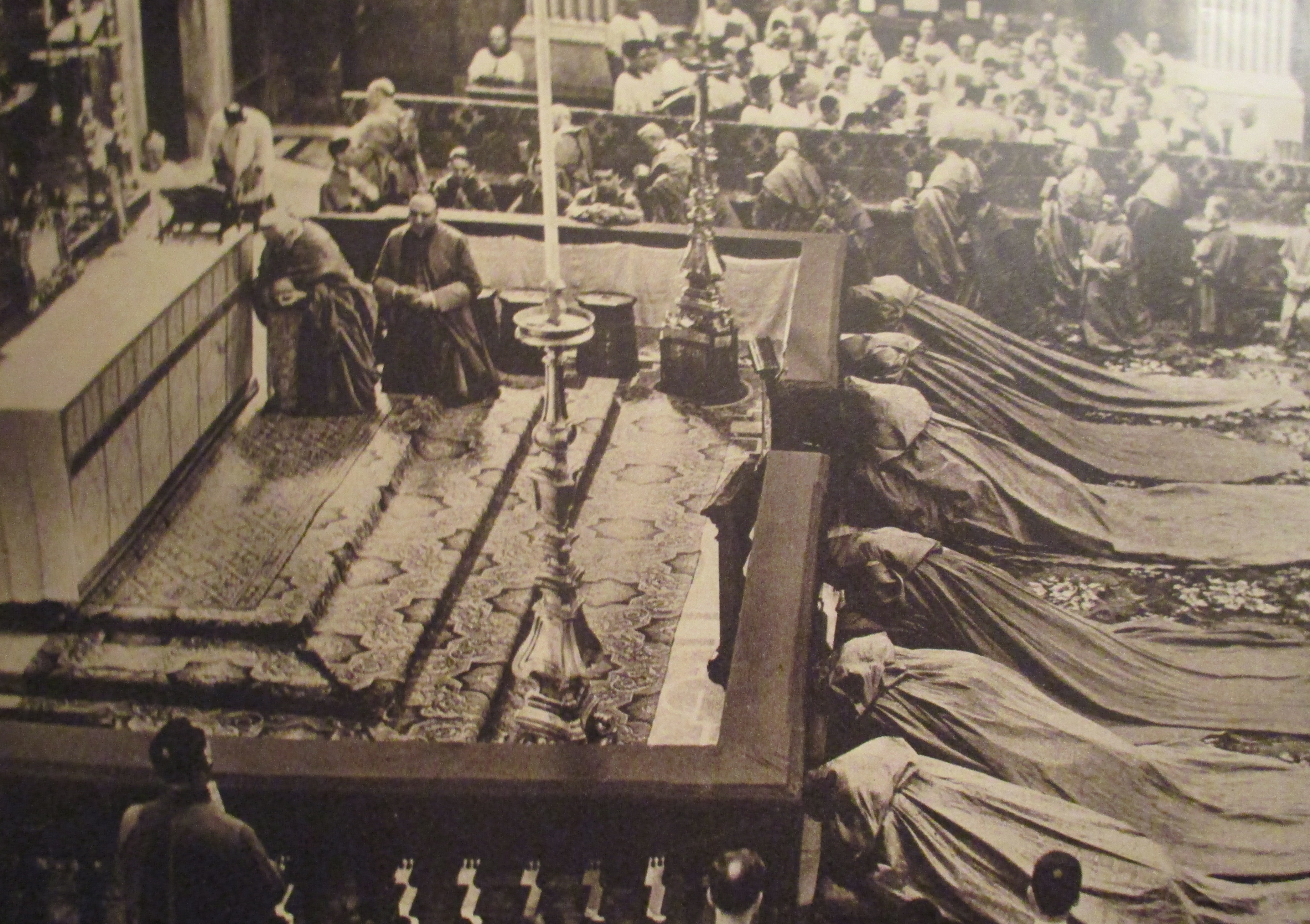
Consistoire sous le pontificat de Pie XI à la basilique Saint-Pierre.

Au cours de son pontificat, qui dura de 1922 à 1939, le pape Pie XI a créé 76 cardinaux à l'occasion de 17 consistoires ordinaires. Depuis la mort de Mgr Manuel Gonçalves Cerejeira le 2 août 1977, il n'y a plus aucun cardinal connu nommé par Pie XI qui soit encore en vie.

## Créés le 11 décembre 1922
- Enrique Reig y Casanova (1858-1927),
- Eugenio Tosi (1864-1929),
- Franz Ehrle (1845-1934),
- Achille Locatelli (1856-1935),
- Giovanni Bonzano (1867-1927),
- Alexis-Armand Charost (1860-1930),
- Giuseppe Mori (1850-1934),
- Stanislas-Arthur-Xavier Touchet (1848-1926),

## Créés le 23 mai 1923
- Luigi Sincero (1870-1936),
- Giovanni Battista Nasalli Rocca di Corneliano (1872-1952),

## Créés le 30 décembre 1923
- Evaristo Lucidi (1866-1929),
- Aurelio Galli (1866-1929),

## Créés le 24 mars 1924
- George Mundelein (1872-1939),
- Patrick Joseph Hayes (1872-1938),

## Créés le 30 mars 1925
- Vicente Casanova y Marzol (1854-1930),
- Eustaquio Ilundáin y Esteban (1862-1937),

## Créés le 14 décembre 1925
- Enrico Gasparri (1871-1946),
- Bonaventura Cerretti (1872-1933),
- Patrick O'Donnell (1856-1927),
- Alessandro Verde (1865-1958),

## Créés le 21 juin 1926
- Luigi Capotosti (1863-1938),
- Carlo Perosi (1868-1930),

## Créés le 20 décembre 1926
- Lorenzo Lauri (1864-1941),
- Giuseppe Gamba (1870-1929),

## Créés le 20 juin 1927
- August Hlond (1881-1948),
- Joseph-Ernest Van Roey (1874-1961),

## Créés le 19 décembre 1927
- Charles-Henri-Joseph Binet (1869-1936),
- Alexis-Henri-Marie Lépicier (1863-1936),
- Raymond-Marie Rouleau (1866-1931),
- Jusztinián Serédi (1884-1945),
- Pedro Segura y Sáenz (1880-1957),

## Créés le 15 juillet 1929
- Alfredo Ildefonso Schuster (1880-1954),

## Créés le 16 décembre 1929
- Manuel Gonçalves Cerejeira (1888-1977),
- Eugenio Pacelli (1876-1958), (futur pape Pie XII élu en 1939)
- Luigi Lavitrano (1874-1950),
- Mgr Carlo Dalmazio Minoretti (1861-1938),
- Joseph MacRory (1861-1945),
- Jean Verdier (1864-1940),

## Créés le 30 juin 1930
- Sebastião Leme da Silveira Cintra (1882-1942),
- Francesco Marchetti-Selvaggiani (1871-1951),
- Raffaele Carlo Rossi (1876-1948),
- Giulio Serafini  (1867-1938),
- Achille Liénart (1884-1973),

## Créés le 13 mars 1933
- Pietro Fumasoni-Biondi (1872-1960),
- Elia Dalla Costa (1872-1961),
- Maurilio Fossati (1876-1965),
- Jean-Marie-Rodrigue Villeneuve (1883-1947),
- Angelo Maria Dolci (1871-1939),
- Theodor Innitzer (1875-1955),
- Federico Tedeschini (1873-1959),
- Carlo Salotti (1870-1947),

## Créés le 16 décembre 1935
- Alfred Baudrillart (1859-1942),
- Isidro Gomá y Tomás (1869-1940),
- Federico Cattani Amadori (1856-1943),
- Carlo Cremonesi (1866-1943),
- Vincenzo La Puma (1874-1943),
- Camillo Caccia Dominioni (1877-1946),
- Pietro Boetto (1871-1946),
- Francesco Marmaggi (1876-1949),
- Emmanuel Suhard (1874-1949),
- Enrico Sibilia (1861-1948),
- Nicola Canali (1874-1961),
- Santiago Luis Copello (1880-1967),
- Domenico Jorio (1867-1954),
- Massimo Massimi (1877-1954),
- Karlo Kaspar (1870-1941),
- Domenico Mariani (1863-1939),
- Ignace Gabriel Ier Tappouni (1879-1968),
- Luigi Maglione (1877-1944),

## Créés le 15 juin 1936
- Eugène Tisserant (1884-1972),
- Giovanni Mercati (1866-1957),

## Créés le 13 décembre 1937
- Adeodato Giovanni Piazza (1884-1957),
- Ermenegildo Pellegrinetti (1876-1943),
- Arthur Hinsley (1865-1943),
- Pierre Gerlier (1880-1965),
- Giuseppe Pizzardo (1877-1970),